# Elaphoglossum simulans
Elaphoglossum simulans är en träjonväxtart som beskrevs av John T. Mickel. Elaphoglossum simulans ingår i släktet Elaphoglossum och familjen Dryopteridaceae. Inga underarter finns listade.